# Auerbach (Colmberg)

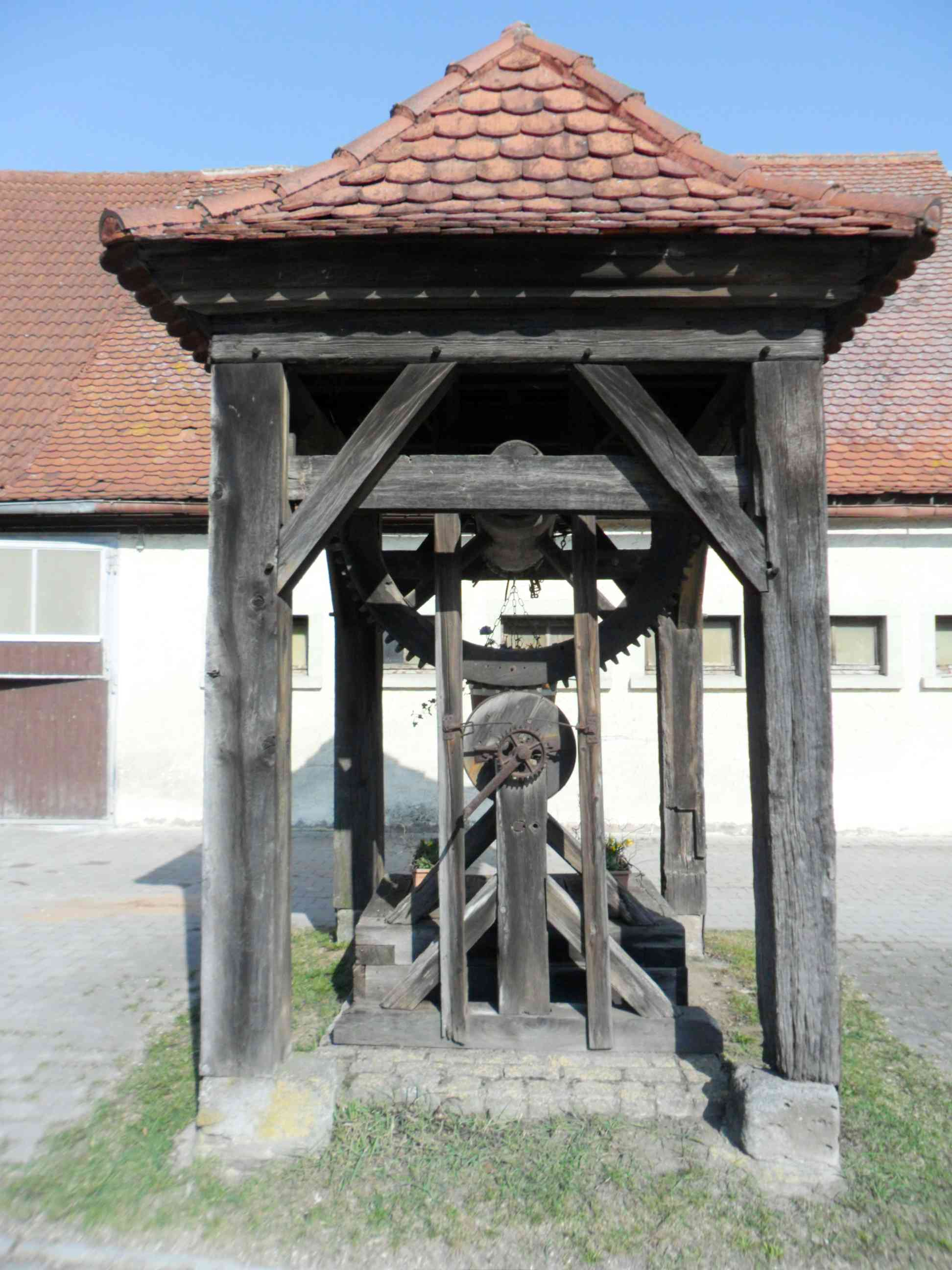
Der hölzerne Ziehbrunnen in der Dorfmitte

Auerbach (ⓘ, fränkisch: Aura-ba) ist ein Gemeindeteil des Marktes Colmberg im Landkreis Ansbach (Mittelfranken, Bayern). Die Gemarkung Auerbach hat eine Fläche von 5,349 km². Sie ist in 582 Flurstücke aufgeteilt, die eine durchschnittliche Fläche von 10654,60 m² haben. In ihr liegt neben dem namensgebenden Ort der Gemeindeteil Meuchlein.

## Geografie
Südwestlich des Pfarrdorfs erhebt sich der Spielberg (488 m ü. NHN) und 0,7 km nordwestlich der Bromberg. 0,8 km westlich liegt das Lohholz, 0,7 km südwestlich das Löhle und das Hirschholz. Beim Spielberg befindet sich eine ehemalige Mergelgrube, die als Geotop ausgezeichnet und als Naturdenkmal geschützt ist.
Die Kreisstraße AN 20 führt zur Staatsstraßen 2245 bei Bauzenweiler (1,1 km südwestlich) bzw. zur Staatsstraße 2250 (2,2 km nordöstlich). Gemeindeverbindungsstraßen führen nach Mittelramstadt (1,6 km südöstlich) und nach Oberramstadt (1,4 km östlich) jeweils zur AN 23.

## Geschichte
Der Ort wurde erstmals in einer Wildbannurkunde von Kaiser Otto III. für den Bischof Heinrich von Würzburg, ausgestellt am 1. Mai 1000, als „Urbruch“ genannt und als siebzehnter Grenzpunkt benannt. Aus dem Ortsnamen kann geschlossen werden, dass es zur damaligen Zeit ein sumpfiges Gelände gab, in dem sich Auerochsen aufhielten.
Im Jahre 1291 vermachte Berthold von Vendebach seine Güter testamentarisch dem Kloster Heilsbronn, das in der Folgezeit noch zwei weitere Anwesen erwarb. Der Ort unterstand den Herren von Esel, denen auch die Burg Auerbach gehörte, die jedoch mittlerweile bis auf Reste des Burgstalls verfallen ist. Später waren die Herren von Haldermannstetten in Auerbach begütert, die dem markgräflichen Lehensverband unterstanden.
Im 16-Punkte-Bericht des brandenburg-ansbachischen Oberamts Colmberg von 1608 wurden für Auerbach 14 Mannschaften verzeichnet. 3 Anwesen unterstanden dem Kastenamt Colmberg, 2 Anwesen dem Klosterverwalteramt Heilsbronn und 9 Anwesen Christoph Sebastian von Jaxtheim. Das Hochgericht übte das Vogtamt Colmberg aus. 1610 ging der Jaxtheimische Besitz an die Freiherrn von Eyb über, wie auch aus dem 16-Punkte-Bericht des Oberamts Colmberg aus dem Jahr 1681 hervorgeht.
Gegen Ende des 18. Jahrhunderts gab es in Auerbach 16 Anwesen. Das Hochgericht und die Dorf- und Gemeindeherrschaft übte das Vogtamt Colmberg aus. Grundherren waren das Kastenamt Colmberg (2 Köblergüter, 1 Tafernwirtschaft, 1 Leerhaus), brandenburg-bayreuthischen Kastenamt Neuhof (1 Halbhof, 1 Köblergut) und das Rittergut Eyerlohe der Herren von Eyb (1 Hof, 9 Köblergüter). Neben den Anwesen gab es noch kirchliche Gebäude (Pfarrwiddum, Pfarrkirche) und kommunale Gebäude (Schulhaus, Hirtenhaus). Von 1797 bis 1808 unterstand der Ort dem Justizamt Leutershausen und Kammeramt Colmberg.
1806 kam Auerbach an das Königreich Bayern. Im Rahmen des Gemeindeedikts wurde 1808 der Steuerdistrikt Auerbach gebildet, zu dem Bauzenweiler, Kressenhof, Meuchlein und Oberramstadt gehörten. Die Ruralgemeinde Auerbach entstand 1810 und war deckungsgleich mit dem Steuerdistrikt. Die Gemeinde war in Verwaltung und Gerichtsbarkeit dem Landgericht Leutershausen zugeordnet und in der Finanzverwaltung dem Rentamt Colmberg. In der freiwilligen Gerichtsbarkeit unterstanden elf Anwesen von 1822 bis 1836 dem Patrimonialgericht Eyerlohe-Frohnhof. Ab 1862 gehörte Auerbach zum Bezirksamt Ansbach (1939 in Landkreis Ansbach umbenannt). Die Gerichtsbarkeit blieb beim Landgericht Leutershausen, seit 1880 ist das Amtsgericht Ansbach zuständig. Die Finanzverwaltung ging 1880 an das Rentamt Ansbach über (1919 in Finanzamt Ansbach umbenannt). Die Gemeinde hatte 1964 eine Gebietsfläche von 11,057 km².
Am 31. Dezember 1971 wurde die Gemeinde Auerbach im Zuge der Gebietsreform in Bayern aufgelöst: Auerbach und Meuchlein wurden nach Colmberg eingemeindet, Bauzenweiler, Kressenhof und Oberramstadt nach Leutershausen.

### Bau- und Bodendenkmäler
In Auerbach gibt es sechs Baudenkmäler und ein Bodendenkmal:
- Evangelisch-lutherische Pfarrkirche St. Maria
- Haus Nr. 1: Pfarrhaus und Pfarrscheune und Gartenmauer
- Haus Nr. 2: Scheune
- Haus Nr. 14: ehemalige Zehntscheune
- Haus Nr. 16: Lehrer- und Mesnerhaus
- Ziehbrunnen
- Burgstall der Burg Auerbach

### Einwohnerentwicklung
Gemeinde Auerbach
| Jahr      | 1818   | 1840   | 1852   | 1855   | 1861   | 1867   | 1871   | 1875   | 1880   | 1885   | 1890   | 1895   | 1900   | 1905   | 1910   | 1919   | 1925   | 1933   | 1939   | 1946   | 1950   | 1952   | 1961   | 1970   |
| Einwohner | 305    | 332    | 329    | 329    | 344    | 342    | 330    | 336    | 342    | 357    | 343    | 339    | 326    | 332    | 330    | 339    | 335    | 329    | 303    | 445    | 418    | 363    | 300    | 328    |
| Häuser    | 69     | 69     |        |        |        |        | 68     |        |        | 73     | 71     |        | 72     |        |        |        | 68     |        |        |        | 65     |        | 68     |        |
| Quelle    | [ 22 ] | [ 23 ] | [ 24 ] | [ 24 ] | [ 25 ] | [ 26 ] | [ 27 ] | [ 28 ] | [ 29 ] | [ 30 ] | [ 31 ] | [ 24 ] | [ 32 ] | [ 24 ] | [ 33 ] | [ 24 ] | [ 34 ] | [ 24 ] | [ 24 ] | [ 24 ] | [ 35 ] | [ 24 ] | [ 17 ] | [ 36 ] |

Ort Auerbach
| Jahr      | 001807 | 001818 | 001840 | 001861 | 001871 | 001885 | 001900 | 001925 | 001950 | 001961 | 001970 | 001987 | 002007 | 002020 |
| Einwohner | 92     | 92     | 106    | 103    | 107    | 117    | 110    | 103    | 158    | 107    | 88     | 104    | 117    | 112    |
| Häuser    | 20     | 21     | 23     |        |        | 22     | 22     | 22     | 21     | 25     |        | 32     |        |        |
| Quelle    | [ 37 ] | [ 22 ] | [ 23 ] | [ 25 ] | [ 27 ] | [ 30 ] | [ 32 ] | [ 34 ] | [ 35 ] | [ 17 ] | [ 36 ] | [ 38 ] | [ 39 ] | [ 1 ]  |

### Wappen
Von 1952 bis zur Auflösung führte die Gemeinde Auerbach ein eigenes Wappen.
Die Wappenbeschreibung lautet: In Silber über drei senkrecht gestellten blauen Rauten ein rotgefütterter, hermelinbesetzter Markgrafenhut.
Der Markgrafenhut ist aus geschichtlichen und heraldischen Gründen in der bis 1712 nachweisbaren älteren Form mit dem bekrönenden Hermelinschwänzchen dargestellt. Die drei Rauten bekunden die Zugehörigkeit Auerbachs zu Bayern seit 1806.

## Religion
Der Ort ist seit der Reformation evangelisch-lutherisch geprägt und Sitz der Pfarrei St. Maria. Die Einwohner römisch-katholischer Konfession waren zunächst nach St. Ludwig (Ansbach) gepfarrt, seit 1970 ist die Pfarrei Christ König (Ansbach) zuständig.